# Carol Montgomery
Carol Montgomery (* 24. August 1965 in Sechelt) ist eine ehemalige kanadische Triathletin, Duathletin und Langstreckenläuferin. Sie ist zweifache Olympiastarterin (2000, 2004).

## Werdegang
Carol Montgomery studierte in den 1980er Jahren an der Simon Fraser University in der kanadischen Provinz British Columbia und kam hier zur Leichtathletik. 1990 und erneut 2000 wurde sie Vizeweltmeisterin auf der Triathlon-Kurzdistanz (1,5 km Schwimmen, 40 km Radfahren und 10 km Laufen). 1993 wurde Montgomery Duathlon-Weltmeisterin.
1995 gewann sie bei den Panamerikanischen Spielen in Mar del Plata Silber über Bronze über 10.000 Meter sowie Bronze über 5000 Meter und schied bei den Leichtathletik-Weltmeisterschaften in Göteborg über 10.000 Meter im Vorlauf aus.
Carol Montgomery startete 2000 bei der Erstaustragung des Triathlon im Rahmen der Olympischen Spiele, konnte das Rennen aber nach einem Sturz mit dem Rad nicht beenden. Sie war auch für einen Start über die 10.000 Meter gemeldet, musste diesen aber nach dem Sturz absagen.
2004 startete sie erneut bei den Olympischen Sommerspielen im Triathlon und belegte in Athen den 35. Rang.
Sie wurde 2014 von der International Triathlon Union (ITU) für die Aufnahme in die Hall of Fame nominiert.

## Sportliche Erfolge
| Datum/Jahr    | Rang | Wettbewerb                        | Austragungsort | Zeit        | Bemerkung                                                                                          |
| ------------- | ---- | --------------------------------- | -------------- | ----------- | -------------------------------------------------------------------------------------------------- |
| 25. Aug. 2004 | 35   | Olympische Sommerspiele 2004      | Athen          | 02:15:25,62 | |
| 2003          | 1    | Laguna Phuket Triathlon           | Phuket         | 02:53:14    | |
| 4. Aug. 2002  | 1    | Commonwealth Games 2002           | Salford        | 02:03:17    | |
| 2002          | 1    | Laguna Phuket Triathlon           | Phuket         | 02:50:59    | [ 2 ]                                                                                              |
| 2002          | 1    | Noosa Triathlon                   | Noosa          |             | |
| 2. Sep. 2001  | 10   | Goodwill Games                    | Brisbane       | 02:05:58,49 | [ 3 ]                                                                                              |
| 16. Sep. 2000 | DNF  | Olympische Sommerspiele 2000      | Sydney         | –           | |
| 30. Apr. 2000 | 2    | ITU Triathlon World Championships | Perth          | 01:54:49    | Vizeweltmeisterin auf der olympischen Distanz (1,5 km Schwimmen, 40 km Radfahren und 10 km Laufen) |
| 4. Mai 1999   | 2    | St. Croix Triathlon               | Saint Croix    | 02:53:46    | |
| 1999          | 3    | Pan American Games                | Winnipeg       |             | |
| 3. Nov. 1996  | 1    | ITU Triathlon World Cup           | Noosa          | 01:58:42    | |
| 24. Aug. 1996 | 3    | ITU Triathlon World Championships | Cleveland      | 01:52:06    | Weltmeisterschaft auf der Kurzdistanz                                                              |
| 1996          | 3    | ITU Triathlon World Cup           | Gamagori       | 01:58:43    | |
| 1995          | 2    | St. Croix Triathlon               | Saint Croix    |             | Zweite hinter Michellie Jones                                                                      |
| 2. Mai 1991   | 1    | St. Croix Triathlon               | Saint Croix    |             | ITU Triathlon World Cup: 2 km Schwimmen, 50 km Radfahren und 12 km Laufen                          |
| 15. Sep. 1990 | 2    | ITU Triathlon World Championships | Orlando        | 02:03:47    | Vizeweltmeisterin                                                                                  |
| 6. Aug. 1989  | 7    | ITU Triathlon World Championships | Avignon        | 02:15:45    | |

| Datum/Jahr    | Rang | Wettbewerb                       | Austragungsort | Zeit     | Bemerkung              |
| ------------- | ---- | -------------------------------- | -------------- | -------- | ---------------------- |
| 17. Okt. 1993 | 1    | ITU Duathlon World Championships | Dallas         | 01:38:35 | Duathlon-Weltmeisterin |

(DNF – Did Not Finish)

### Persönliche Bestzeiten
- 5000 m: 15:46,80 min, 24. März 1995, Mar del Plata
- 10.000 m: 32:11,79 min, 14. April 2000, Walnut